# Redion
Redion est un roi légendaire du royaume de l'île de Bretagne (actuelle Grande-Bretagne), qui est mentionné par Geoffroy de Monmouth dans son Historia regum Britanniae (vers 1135).

## Contexte
Rhydion nommé Redion par  Geoffroy de Monmouth est le  20e des 25 souverains qui règnent entre la mort de Katellus [Cadell ap Geraint] et Heli [Beli Mawr]. Il succède à  Eldol [Eidol] et il a comme successeur Redechius [Rhydderch]. Rien d'autre n'est indiqué sur son règne Le  Brut y Brenhinedd le nomme Rhydion et n'ajoute rien de plus.La version Cleopatra fait de lui le fils de son prédécesseur et le père de son successeur ce qui est chronologiquement impossible.

## Source
- Geoffroy de Monmouth Histoire des rois de Bretagne, traduit et commenté par Laurence Mathey-Maille, Édition Les belles lettres, coll. « La roue à livres », Paris, 2004,  (ISBN 2-251-33917-5)
- (en) Peter Bartrum, A Welsh classical dictionary: people in history and legend up to about A.D. 1000, Aberystwyth, National Library of Wales, 1993, p. 649-650 RHYDION, fictitious king of Britain. (Second century B.C.).